# Вараксин, Кирилл Александрович
Кирилл Александрович Вараксин (3 августа 1974, Вангажи, Латвийская ССР, СССР) — латвийский и российский футболист, нападающий и полузащитник. За свою карьеру выступал в чемпионатах шести стран, в том числе в высших дивизионах Украины, России, Кореи и Латвии.

## Биография
Кирилл Вараксин начал свою карьеру в рижском клубе «Компар/Даугава». В 1992 году, вместе со своим одноклубником Евгением Горячиловым, перешёл в запорожский «Металлург». В команде за 2 сезона сыграл 23 матча и забил 2 гола в Высшей лиге Украины.
В первой половине 1994 года он играл за новороссийский «Черноморец» в российской первой лиге.
Летом 1994 года Кирилл Вараксин перешёл в «КАМАЗ». Первый матч в Высшей лиге России он сыграл 14 августа 1994 против «Жемчужины» (4:2), а 16 октября в матче с ЦСКА (1:1) забил свой единственный гол в России. После этого успеха он перешёл в армейский клуб, но играл только за дубль, а в 1995 году полгода отыграл в Южной Корее за «Пучхон Юкон».
После ухода из ЦСКА Кирилл Вараксин отправился в Западную Европу, выступал за клубы низших дивизионов Бельгии и Германии.
В 2001 году переехал в Латвию, присоединился к «Риге». В 2003 году Вараксин перешёл в «Юрмалу», которой помог подняться из первого дивизиона в высший, а на следующий год завершил профессиональную карьеру.
После окончания карьеры работает детским тренером в городе Вангажи, участвует в турнирах по мини-футболу.